# Škofija Temišvar
Škofija Temišvar (slovensko: Temišvarska škofija; latinsko Diœcesis Timisoarensis; angleško Diocese of Timișoara; madžarsko Temesvári egyházmegye; hrvaško Temišvarska biskupija; srbsko Темишварска римокатоличка епархија; nemško Bistum Temeschburg; romsko Eparhia Temišvar; romunsko Dieceza de Timișoara) je rimskokatoliška škofija v romunskem Banatu s sedežem v Temišvarju. Sedanji redni škof je Pál. Škofija je večnarodnostna ter v njej živijo katoliški Madžari, Nemci in Romuni, pa tudi Hrvati, Bolgari (tako imenovani Palčani), Čehi in Cigani.
Škofija spada v Bukareško metropolijo s sedežem v Bukarešti.

## Sosednje škofije
1. Bukareška nadškofija (vzhodno)
2. Albajulijska škofija (severovzhodno)
3. Varadinska škofija (severno)
4. Čanadska škofija (severozahodno)
5. Zrenjaninska (Bečkereška) škofija (zahodno)
6. Beograjska nadškofija (jugozahodno)

## Zgodovina

### Nastanek in razvoj Čanadske škofije
Zgodovino Temišvarske škofije lahko dojamemo le, če jo postavimo v njen zgodovinski okvir – v njen Sitz im Leben. Ta jo pa neločljivo veže z zgodovino Čanadske škofije, ki je bila ustanovljena 1030, ko je prvi ogrski krščanski vladar sveti Štefan ustanovil v Panoniji med drugimi tudi škofijo s sedežem v Čanadu – ter na njeno čelo postavil benediktinskega blagovestnika škofa Gerarda, ki je prispeval levji delež k pokristjanjevanju poganskih Ogrov.
Po njegovi smrti se je začela državljanska vojna, zlasti zaradi svojeglavosti Štefanovega naslednika Petra, ker je Ogre motilo, da se je ta "tujec iz Benetk", ki je odraščal pri očetu ter ni znal madžarsko niti ni poznal ogrskih običajev - obdal "s klepetavimi Lahi in rjovečimi Nemci". Nemiri so se polegli šele s prihodom "strogega pa pravičnega" kralja poljskega rodu svetega Ladislava, kar je omogočilo vsesplošni razcvet dežele za poldrugo stoletje. Tatari so nato ob svojem vpadu 1242 požgali škofijski sedež in trdnjavo Čanad, pobili veliko vernikov ter zažgali stolnico in bogato škofijsko knjižnico. 
Naslednje leto je prevzel vodstvo škof Blaž, (1243-57) ki velja za drugega ustanovitelja škofije. Obnovil je stolnico, več porušenih cerkva in samostanov. Dovolil je naselitev muslimanskim Pečenegom in Kumanom pod pogojem, da sprejmejo katolištvo. Prisegel je podrejenost ostrogonskemu nadškofu in bil razsodnik na škofovskih volitvah v Zagrebu. Versko življenje je zopet zacvetelo in tako je imela škofija 1333 dva kapitlja, 20 opatij in benediktinskih samostanov, v 7 dekanijah pa 250 župnij.

### Eno stoletje – štiri nadloge
V XVI. stoletju so Čanadsko škofijo, Ogrsko kraljestvo in celo Evropo doletele ena za drugo ali pa kar vse skupaj štiri hude nesreče in nadloge: kmečki upori, Mohačka bitka, zasedba krščanskih dežel
in verske vojne, da ne omenimo še drugih hudin, kot so kuga, kobilice in lakota.

#### Kmečki upor
Prva nadloga je bil množični upor kmetov in drugih križarjev, ki so se prelevili v kruce. To je prineslo dvakratno nesrečo: namesto da bi se obrnili zoper nevarnega sovražnika, ki je že oblegal meje kraljestva, so se zbrani križarji obrnili zoper svoje gospodarje, opustošili deželo in oslabili možno obrambo ter takorekoč odprli vrata mogočnemu nasprotniku, ki je to dogajanje budno spremljal. Nezadovoljstvo, ki je med ljudstvom natihoma vrelo zaradi raznih privilegijev gosposke ali prestrogega kaznovanja nekaterih prekrškov, je bilo podkrepljeno z novimi nauki o "ljudski cerkvi"; tako se sedaj ni obračalo več le zoper posamezne krivice ali nasilne gospodarje, ampak se je pod vplivom teh verskih »ljudskih« gibanj - katarov, husitov, bogumilov – katerih zamisli so postale osnova tudi Lutrovega nauka o krščanstvu brez papeža in posvečenih duhovnikov - pripravljala plodna tla za izredno hiter prodor protestantizma – sprevrglo v splošni upor zoper družbeni red in hierarhično ureditev, najsi bo svetna ali cerkvena.
1514 se je na Ogrskem na poziv papeža Leona X. na križarsko vojno zbralo čez stotisoč mož, največ kmetov in nižjega klera. Med njimi se je začelo širiti godrnjanje - morebiti zaradi slabe oskrbe in grdega ravnanja z nekaterimi prestopniki -, čemur se je pridružilo še vodstvo in tudi sam poveljnik Doža. Tako visoko je napredoval prav zato, ker se je izkazal pogumnega in uspešnega v nedavnih bojih proti Turkom. Velikanska vojska, namenjena za boj proti "nevernikom", pa se je zdaj kot oborožena drhal obrnila zoper svoje gospodarje: ne le zoper posvetno, ampak tudi zoper duhovno gosposko. Tako so uporniki nabili na kol tudi čanadskega škofa Csákija. Kljub temu, da so dosegli v začetku precej presenetljivih zmag, so bili na koncu poraženi – a njihov vodja kruto mučen in umorjen, skupaj z mnogimi soudeleženci. Dežela je bila opustošena, ljudstvo pa med seboj nepomirljivo sprto. V takih razmerah je bil papež prisiljen preklicati križarsko vojno, ki bi verjetno še tik pred zdajci zaustavila osmansko prodiranje proti Srednji Evropi.

#### Usodna Mohaška bitka
To stanje so spretno izkoristili Turki, ki so z veliko vojsko pod mladim, častihlepnim in sposobnim Sulejmanom dobro desetletje nato prihrumeli v Panonijo in v bitki pri Mohaču 1526 kljub žilavemu odporu in junaški borbi popolnoma porazili krščansko vojsko; poleg kralja je življenje izgubilo več škofov, med njimi tudi čanadski Csaholi. 29. avgusta 1526 je namreč sulatnova vojska v komaj poldrugi uri na Mohaškem polju porazila vojaško moč Ogrskega kraljestva. Med bitko je padel tudi poveljujoči kaloški nadškof Tomori ter cvet deželnega plemstva; med begom pa je izgubil življenje v do danes nepojasnjenih okoliščinah tudi sam kralj, komaj dvajsetletni Ludvik, ki se je sicer pogumno spopadel s številnejšimi sovražniki.
Od Mohaške bitke do 1918 je prevzela odločilno vlogo v zgodovini Ogrske, Češke in celotnega Podonavja Habsburška rodovina. Posledice turškega vojskovanja in ropanja je dodatno poslabšala temu sledeča državljanska vojna med tekmecema, od katerih se je eden neskrito povezal s sovražniki; postopoma je bil uničen velik del verskih in prosvetnih, gospodarskih in kulturnih ustanov; do 1570 je Ogrska postopoma izgubila kar 40 % svojega prejšnjega ozemlja – 120.000 km² – za šest Slovenij. V bitki je padlo 16.000 kristjanov; obglavljeno je bilo cerkveno in posvetno vodstvo, saj je padlo sedem cerkvenih dostojanstvenikov in trideset višjih plemičev. Na krščanski strani se je sicer hrabro bojevalo 25.000 vojakov, vendar niso imeli nikakršnih možnosti proti vsaj trikrat večji in bolje opremljeni ter oskrbovani premoči Osmanov. Najusodnejša posledica poraza pa je bilo upadanje krščanskega prebivalstva na zasedenih ozemljih, medtem ko so mesta vse bolj dobivala muslimanski videz.

#### Osmanska zasedba škofije in cele dežele
Tretja nesreča je bila torej turška zasedba. 1552 je padla trdnjava Temišvar - in z njo celotno ozemlje Čanadske škofije. To je pomenilo preganjanje kristjanov, ki so postali drugorazredni državljani; duhovniki pa so se morali ali umakniti ali pa se skrivati; novi oblastniki so krščansko rajo hudo obdavčili, jemali krvni davek harač – in praktično izbrisali krščanstvo iz javnosti. To zatiranje je preživelo le nekaj cerkva in župnij, saj ni bilo dovoljeno graditi novih. Škofje so upravljali svoje škofije le od zunaj. Zanimivo, da so nove oblasti trpele pripadnike frančiškanov kot neke vrste dervišov. Že sveti Frančišek si je med večletnim bivanjem v Sveti deželi s svojo miroljubnostjo in skromnostjo pridobil naklonjenost sultana, ki ga je odslovil s pohvalnimi besedami ter dovolil njegovemu redu oskrbo romarjev po svetih krajih. Frančiškani so tako mogli vsaj omejeno delovati v blagor duš tudi na področju Čanada: v Temišvarju, pa znanih Marijinih božjih potih na Lipovi in na Radni.

#### Verske vojne med kristjani
Zgodovinar Holzer pravi glede izbruha in širjenja reformacije: 
| Die Kirche vor der Reformation | Cerkev pred reformacijo |
| --- | --- |
| Die Reformation, "die gröβte Katastrophe für die Kirche seit ihrem Bestehen" (Lortz), hatte ihren Anfang genommen. Die Reformation war jedoch nicht die Tat eines einhzelnem Mannes, sondern ein langer Prozeβ, den schon Joachim von Fiore eingeleitet hatte, der von Philipp IV., Wilhelm von Ockham, Marsilius von Padua, den Katharern, Waldensern, von Wiclif und Hus vorangetrieben wurde und bis zu Luther führte, der durch persönliche Probleme veranlaβt, zum Funken wurde und ein schon lange bereitstehendes Pulverfaβ zur Explosion brachte. | S tem se je začela »za Cerkev največja nesreča vse od njenega začetka,«, kot je reformacijo označil Lortz. Vendar reformacija ni bila delo enega samega človeka, ampak daljše dogajanje, ki ga je vpeljal že Joahim Florski , ga nadaljevali Filip Lepi, Viljem Okamski, Marsilij Padovanski, katari, valdežani, Wiclif in Hus in je pripeljalo vse do Lutra, ki so ga vodili osebni problemi, da je postal iskra, ki je povzročila, da je že dolgo pripravljeni sod smodnika eksplodiral. |

Res je sicer, da je med verniki že skozi desetletja odmeval klic po obnovi Cerkve in capite et in membris. To je poskusil udejanjiti – seveda neuspešno – tudi Peti lateranski koncil. Ko pa se je reformacija začela, so se »duhovnim« nagibom kaj kmalu primešali čisto »posvetni«, ki so pripeljali do krvavih dolgoletnih verskih vojn. Papež Leon X. je še pred svojo smrtjo brezuspešno poskušal pomiriti med seboj se vojskujoče evropske vladarje in poslal ogrskemu kralju kot pomoč trideset tisoč zlatnikov; obenem pa se je tudi sam zapletel v vojno s francoskim kraljem Francem; s pomočjo Karla V. je Francoze izgnal iz Milana. Ti spori so bili kot voda na mlin osvajalskim osmanskim težnjam, ki so 1521 zasedli Beograd, 1526 pa v bitki pri Mohaču porazili Ogrsko kraljestvo, ki je v tem neenakem boju na življenje in smrt bilo prepuščeno samo sebi. 
Reformacija se je iz Nemčije bliskovito širila na sever in vzhod, iz Švice pa na jug in vzhod, tudi na Ogrsko in Poljsko. Najmočnejši razširjevalec ni bila gorečnost pridigarjev niti hrepenenje ljudstev, kot skušajo to večkrat prikazati; glavni razlog je bil odvzem cerkvene zemlje, trinoštvo zemeljskih gospodov in radovednost po novotarijah. Katoličane in zlasti škofe so začeli preganjati, in mnogi so končali življenje v ječi ali na morišču, med drugim tudi na Švedskem, kjer je luteranstvo postalo državna vera. »To je bila taka reformacija« - pravi protestant Leon – »ki je ustrezala skoraj izključno čutnim zadovoljstvom in kraljevemu pomanjkanju denarja: cerkveno in samostansko zemljo si je prisvojil in podelil z velikaši, da bi se seveda sam gmotno najbolj opomogel.«
Čeprav se mnenja krešejo v zvezi z mitom, da je 31. oktobra 1517 Luter pribil na vitenberška cerkvena vrata svojih latinskih 95 tez – se zgodovinarji strinjajo, da se je takrat začela reformacija, katere učenje se v marsičem razlikuje od katoliškega – in mu vsaj v petih važnih točkah očitno nasprotuje: Sola Scriptura (samo sveto pismo), Solus Christus (samo Kristus), Sola Fide (samo vera), Sola Gratia (samo milost) in Soli Deo Gloria (samo Bogu gre slava). To bi lahko preprosteje povedali takole: "Za zveličanje je zadosti samo sveto pismo (brez ustnega izročila), samo Kristus (brez Marije, angelov in svetnikov), samo vera (brez del), samo milost (brez lastnega sodelovanja) ter samo Bog (brez papeža, duhovnikov in zakramentov). Taki nauki so bili očitno v nasprotju z izročilom in katoliškim naukom, pa tudi s svetim pismom, ki je bilo v središču protestantizma. Zaradi načela, da vsakdo lahko razlaga sveto pismo po svoje, Luter pa je po njihovem mnenju postajal bolj papeški kot papež - so se sprli in ločili že prvi reformatorji; nekatere enostranske razlage pa so skušali že tedanji protestantski teologi omiliti; zlasti to velja za trditev, da je vera brez dobih del zadostna za zveličanje.
Navadni in neuki verniki se niso dosti razumeli na te odtenke, vendar jim je bilo v "novi veri" najbolj očitno nasprotovanje češčenju svetih podob, čemur je sledilo uničevanja dragocene "malikovalske" kulturne dediščine se je tega "poslanstva" udeleževal celo sam Luter. Ščitil ga je namreč ravno taisti saški volilni knez Friderik, ki bi ga moral držati v ječi; pa ga je le navidezno zaprl na grad Wartburg, kjer ga ni smel videti nihče razen služabnikov, ki sta mu nosila hrano in skrbela za njegovo sobo, dokler mu ni zrasla brada in ni bilo več opaziti duhovniške tonzure. Vmes je bil nekaj dni skrivaj v Wittenbergu, kjer so njegovi pristaši oskrunili več cerkva, razbili oltarje in kipe svetnikov, uničili svete podobe in odpravili mašo. Lutra pa se je zaradi prevratniškega toka reformacije polaščala vedno hujša otožnost; mučili so ga dvomi in očitki vesti; večkrat pa se mu je zdelo, da ga zalezuje hudič in se je spraševal, ali je res resnica na njegovi strani.
Novo, v marsičem manj zahtevno učenje, se je neverjetno hitro (raz)širilo po celi Evropi; tako tudi po Ogrskem kraljestvu kot v Čanadski škofiji. K temu so levji delež prispevala nesoglasja med cesarjem in papežem, katerega je bolj skrbela usoda njegove Državice kot pa usoda katolištva; najbolj se je namreč renesančni papež Leon bal - kot tudi njegovi bolj duhovno usmerjeni nasledniki - da bi kaka velesila obkrožila njegovo državno posest. Karel V. je bil glede na dane možnosti pravzaprav večji varuh katoliških interesov kot sam papež, ki ga je na koncu vendarle okronal kot poslednjega za rimskega cesarja.
Protestantizem se je na ogrskih tleh pojavil zelo zgodaj - že pred Mohaško bitko, ko so ga širili razni potujoči pridigarji in študentje. Na ljudstvo je napravil večji vtis resni, asketski in depresivni Kalvin kot pa življenja, številnih otrok ter dobre jedače in pijače željni Luter. Takrat so Madžari dobili tudi prvi popolni prevod svetega pisma, ki ga je 1590 pripravil Károlyi.
Do konca 16. stoletja se je tako protestantizem razširil skoraj po celem kraljestvu, čeprav je dežela uradno še vedno bila katoliška - kar je pripeljalo do dolgotrajnih verskih vojn po celi Evropi; poleg tega pa so bili sami protestanti medsebojno hudo razdeljeni: pripadniki višjega plemstva so bili evangeličani, nižje plemstvo kalvinci, nemški prebivalci svobodnih mest luteranci, po trgih in vaseh pa so Madžari bili samosvoji reformati - zlasti na Sedmograškem.
Nietzsche je torej z razlogom smatral reformacijo za „veliko zgodovinsko nesrečo“, ki je razdelila nemški narod; pa ne samo nemškega, in jo zato cerkveni zgodovinar Holzer ima za „najhujšo nesrečo krščanstva“, - ker je nepomirljivo razdelila kristjane na več nasprotnih taborov in jih sprla med seboj vse do dandanes. To pa ni ostalo le na akademski ravni, kakor tudi med glavnimi vzroki tega gibanja niso bila le verska vprašanja, ampak (predvsem) čisto posvetna, ki so le pod verskim plaščem izbruhnila na plan. Redno se je namreč dogajalo, da je zemeljski gospodar s sprejetjem „nove vere“ postal tudi lastnik cerkvenega premoženja. Švedski kralj Gustav, ki je pri vstopu na prestol moral priseči, da bo branil katoliško vero – se je takoj nato polastil cerkvene zemlje - kar je pomenilo polovico dežele - in začel preganjati katoličane. Ni osamljeno mnenje, da kljub nekaterim pozitivnim vrednotam, - v reformaciji pravzaprav ni bilo nič osvobajajočega – ampak je postala povod za desetletja trajajoče verske vojne, ter so tako kristjani postali lahek plen Osmanov, ki so širili islam po Evropi. Cesar Karel V. je spoznal, da so mu dogodki ušli z vajeti; zato se je pred prelivanjem krvi - ki bi vsekakor sledilo vračanju v prvotno stanje - raje umaknil v samostansko tišino, kjer je preživel zadnja leta v molitvi in pokori.

### Obnovitev, osvoboditev in naselitev
Kaloško-baška nadškofija (nadškofija Kaloče in Bača - Arcidioecesis Colocensis et Bachiensis) je imela pod svojim okriljem številne škofije. Na zemljevidu je pobarvano področje, ki ga je obsegala v 18. stoletju in sicer se je razprostirala po uvedbi dualizma v ogrskem delu Avstroogrskega cesarstva; njene naslednice nahajamo v več današnjih državah: Madžarski, Srbiji, Romuniji in Hrvaški.

#### Katoliška obnova
Pri katoliški obnovi ne moremo mimo njene vodilne osebnosti, jezuita in kardinala Petra Pazmanja, Ogrskega škrlatnegai Cicerona. 
Rodil se je v Velikem Varadinu v samostojni kneževini Sedmograški v samosvoji reformatski plemiški družini. Po smrti prve žene Marjete se je 1582 njegov oče Nikolaj (Miklós Pázmány) – župan v Biharju, oženil s katoličanko Barbaro (Borbála Toldy). Pod vplivom mačehe in prvega madžarskega jezuita – sorodnika Štefana (István Szántó) - se je kot trinajstletnik s celo družino 1583 vrnil v katoliško vero. To ni bilo nič nenavadnega, saj so v tistih nemirnih časih ogrski plemiči menjali glede na razmere svojo veroizpoved skoraj dnevno. Stric je menil, da je "stara" (tj. katoliška) vera le bolj zanesljiva od "nove" (tj. protestantovske), pa so ga poslali 1583 v jezuitsko gimnazijo v Klužu,a že 1588 je vstopil tudi sam v Družbo Jezusovo in postal 1597 profesor filozofije v Gradcu. 
1600 se je temeljito izobražen vrnil na Ogrsko, kjer je začel neutrudno pisati pisma in knjige, v katerih je dokazoval pravilnost katoliške vere v primeri s protestantskimi učenji. Kmalu postal škof v Nitri, 1616 ostrogonski nadškof, končno pa 1629 kardinal in primas celotne Ogrske. Na svoj sedež v Ostrogonu pa ni mogel zaradi turške zasedbe, ampak je bival v Trnavi.
Pazmanju ni ugajalo nastopanje protestantskega pridigarja Madžarija, ki je v iz nemščine prevedeni knjigi Vzroki za veliko pokvarjenost v deželi (1602) dolžil „malikovanje“ v Katoliški Cerkvi za glavnega krivca vseh nesreč. Peter se je takoj spravil k pisanju in v Odgovoru Štefanu Madžariju (1603) dokazoval nasprotno, češ da pa je temu vzrok protestantizem. Pred nastopom jezuitov se ne dovolj izobražena duhovščina protestantskim napadom na katolištvo sploh ni upala ugovarjati. Peter je s svojim vsestranskim znanjem - pa tudi hudomušnostjo in dobrohotnostjo – prisilil nasprotnike k molku, a nekatere pridobil; kadar njegovi železni logiki niso znali ugovarjati, so se morali omejiti le še na osebne napade, tudi oborožene.
Katoliško obnovo so na Ogrskem uspešno izvajali jezuiti, a Pazmanj je s pisanjem, pridiganjem in še zlasti z osebnimi stiki s soplemiči privedel nazaj v katolištvo cele plemiške rodovine, oni pa svoje podložnike. Trudil se je za mir med kristjani in veliko prispeval k podpisu mirovnega sporazuma 1622 med kalvinskim vladarjem Sedmograškega Betlenom in katoliškim svetorimskim cesarjem Ferdinandom po vseuničujoči tridesetletni verski vojni. V sporazumu je bilo tudi določilo, da morajo zemljiški gospodarji svojim podložnikom omogočati svobodno odločanje glede veroizpovedi.
Peter Pazmanj je bil glavno gibalo katoliške obnove in po pravici pravijo, da "se je rodil v protestanski, a umrl v katoliški Ogrski"; – in tako imajo tudi danes na Madžarskem katoličani več kot dvetretjinsko večino, medtem ko je v Vojvodini in Čanadski škofiji odstotek še mnogo višji.
Kosztolányi celo pravi, da je Pazmanj poleg tega oče in zakonodajalec madžarske proze, ki je bila v njegovem času korenitejša in jedrnatejša od poznejše, ko so svobodomiselci iz nje "očistili" veliko besed in zvez zlasti slovanskega izvora.

#### Osvoboditev izpodturškegajarma
1716 so avstrijske čete pod vodstvom Evgena Savojskega – „očeta Podonavskih Švabov” – osvobodile Banat in njegovo najpomembnejše mesto in trdnjavo Temišvar, kar je omogočilo oživitev Čanadske škofije. Ker je bil Čanad opustošen, je postalo novo središče Segedin; škof Nádasdy je tam ustanovil stolni kapitelj in oživljal stare ter ustanavljal številne nove fare; tu so odprli šolo jezuiti, ki so poleg frančiškanov delovali v prid duhovne obnove.
Ne čudi torej, da so tako cerkvene kot svetne temišvarske oblasti skozi leto 2016 več mesecev nadvse slovesno praznovale spomin na dan, ko je pred tremi stoletji, 12. oktobra 1716, turški paša izobesil belo zastavo na temišvarski trdnjavi, in je tako Evgen Savojski neverjetno hitro uspel vrniti kristjanom celotno srednjeveško Ogrsko kraljestvo. Saj je bil to začetek verske in družabne obnove, ponovne naselitve in vsestranskega razvoja. Omenimo še, da je Mehmed paša takrat uvidel, da bo z vdajo lahko rešil življenje svojih vojakov. Princ Evgen pa je po viteško dovolil turški vojski prost umik z vso prtljago; in da ogorčeno ljudstvo ne bi napadlo neoboroženih poražencev, jim je določil v varstvo petsto konjenikov ter jim podaril še tisoč bojnih vozov. Ni ravnal tako podlo kot Turki sto štiriinšestdeset let prej, ki so kljub vdaji pred temišvarskimi vrati pred očmi turškega poveljnika izdajalsko umorili junaka Losoncija in njegove hrabre tovariše.

#### Naselitev različnih narodov
Najprej so začeli skoraj prazni Banat naseljevati predvsem katoliški Nemci Bolgari-Palčani, ki so bežali pred Turki iz strahu pred maščevanjem zaradi neuspele vstaje; vodil jih je frančiškan Stanislavič, ki je postal čanadski škof (1739-1750) in je takoj po prihodu (1740) ustanovil stolni kapitelj. Naseljevali pa so se tudi drugi narodi kot Madžari, Čehi in Hrvati. 
Avstrijska cesarica Marija Terezija je (bila) pri ljudstvu toliko v čislih, da še dandanes le njej pripisujejo vse zasluge naseljevanja in napredovanja, čeprav je pri tem velikopoteznem načrtu skozi celo stoletje sodelovalo vsaj pet avstrijskih oziroma svetorimskih cesarjev. Tega prepričanja so poleg drugih tudi Turopoljski hrvaški plemiči, Švabski Nemci, omenja pa ga tudi zgodovinar Wettel v opisovanju banatskega trga Kovačev:
| Nemški izvirnik | Romunski prevod | Slovenski prevod |
| --- | --- | --- |
| Nach der Vertreibung der Türken aus dem Banat bestand es aus 75 Häusern, doch schon in der erste Hälfte des 18. Jahrhunderts wurde es ganz wesentlich erweitert, und in rechtwinkelig sich schneidende Gassen angelegt, so wie sie noch heute bestehen. Die Angabe in der allerdings unzuverlässigen Monographie des Temescher Komitates, wonach das Dorf erst unter Maria Theresia an seine gegenwärtige Stelle verlegt worden wäre, entspricht somit den Tatsachen nicht. | După alungarea turcilor din Banat, satul avea 75 de case, dar deja începând cu prima jumătate a secolului al XVIII-lea s-a dezvoltat puternic. Casele din lemn au fost reconstruite pe uliţe care se intersectau echidistant şi în unghi drept. Informaţiile care pot fi găsite în unele monografii îndoielnice ale comitatului Timiş , după care satul s-a mutat pe actualul amplasament doar pe vremea împărătesei Maria Tereza, nu sunt adevărate. | Po izgonu Turkov iz Banata je imela vas 75 hiš; vendar se je bistveno razširila že v prvi polovici 18. stoletja, in lesene hiše so bile pravilno razporejene v pravokotno se križajočih ulicah, kakršne obstajajo še danes. Navedba v resda nezanesljivi monografiji Tamiške županije, po kateri je bila vas šele pod Marijo Terezijo prestavljena na današnje mesto, torej ne ustreza dejanskemu stanju. |

1. Prva velika švabska naselitev pod Karlom VI. zajema obdobje od 1723-26, ko je upravitelj kronovine »Temescher Banat« grof Mercy [52]ustanovil nova naselja ter uspel naseliti stotisoč naseljencev ter ustanovil petdeset nemških skupnosti, a samo Srbov je naselil 30.000. Njegov prijatelj Griselini[53]pravi, da »so številni kraji, ki jih še sredi 16. stoletja omenja madžarski zgodovinar Olaus, izginili; po drugi strani pa so se z zmanjševanjem naseljenih površin večale stoječe vode in močvirja.« Območje ob Murešu in Tisi - od Segedina do Titela  - je bilo kilometre raztezajoče se močvirje. Poleg tega so zanemarjene reke in potoki tvorili poleg starih še nova močvirja, greznice ali cela jezera – nedostopna tako za ljudi kot živali. Dvoje takih močvirij je segalo od Kikinde pa vse do Bečkereka, kar je prispevalo k širjenju mrzlice in drugih smrtonosnih bolezni. »Mali Temišvar je imel tako 1728 le 51 krstov v primerjavi s 500 pogrebov po večini mladih naseljencev.«[54]Iz tega je nastal pregovor: »Das Banat ist des Deutschen Grab« („Banat je nemški grob“)[55] Kljub vsem hudinam pa je bila ta prva naselitev odločilna za poznejši potek in madžarski pisatelj Jókai pošteno priznava: »Da se je Banat znova naselil in spet postal raj, je predvsem zasluga dobrohotnega, modrega in poštenega vladarja grofa Mercya. Ez sine nobis – de nobis; de igazán pro nobis vala.« [56][57]
2. Drugi naselitveni val je potekal za časa njegove hčerke, "Matere narodov", priljubljene Marije Terezije, ki je naseljevanje na opustošena, zanemarjena in zamočvirjena področja pospeševala z izsuševanjem obširnih močvirij, povezavo prekopov med Donavo, Tiso, Begejem in Tamišem, kakor tudi z načrtnim uvajanjem sodobnega poljedelstva in razvijanjem obrti. Za urejeno preseljevanje je ustanovila posebno komisijo, ki je o svojem delu morala redno poročati cesarju; sestavljali so jo dobro plačani agitatorji, ki so hodili od vasi do vasi in nadvse hvalili zemljo in druge razmere v Banatu; nič čudnega, da se je hotelo izseliti skoraj celotno prebivalstvo, saj so za vsako pridobljeno družino dobili zlatnik v gotovini. V kratkem razdobju le sedmih let so številni prišleki čisto na novo zgradili 50 naselij, 30 drugih obstoječih pa precej razširili. Od 1758 je vodil nizozemski inženir Fremaut povezavo in poglobitev prekopov, kar je olajšalo istočasno izsuševanje širokih močvirnatih področij, ki so bila leglo mrzlice in drugih smrtonosnih bolezni, zaradi katerih večina priseljencev druge velike švabske selitve ni dočakala starosti. Poleg močvirne mrzlice je kosila zlasti mladino tudi davica, črne koze, jetika in pomanjkanje zdravstvene oskrbe. Ne smemo pozabiti, da takrat še niso poznali niti antibiotikov niti vakcinacije ali cepljenja. Tako ne čudi, da beremo v kroniki banatske občine Biled (ustanovljene 1765) pod poglavjem »Iskalci sreče so našli smrt«, da je v pol desetletja od 1765 do 1770 umrlo 76 od 100 (mladih) naseljencev, saj se je priseljevala le mladina, zlasti novoporočenci.[58]
3. Do tretjega naselitvenega vala je prišlo za vladanja njenega sina Jožefa ki je delil naseljencem vse mogoče ugodnosti; s tolerančnim patentom je omogočil priseljevanje tudi nekatoličanom; vendar je z zatrtjem jezuitov in drugih redov ter odvzemom mnogih samostanov zadal katolištvu hud udarec. On je utiral svobodomiselnejšo smer brez ali celo proti papeževemu soglasju v nasprotju s politiko svoje matere, ki je vse svoje razsvetljenske reforme izvajala v dogovoru in soglasju s papežem. Prav huda nesreča v Banatu ga je omehčala, da je tik pred smrtjo preklical skoraj vse svoje proticerkvene določbe. Ko so namreč Turki 1788 spet vdrli v Banat, sta se ponoči spopadli dve avstrijski krdeli, ki ju je cesar hotel osebno ločiti, pa jih je toliko skupil, da je za posledicami kmalu umrl.[59]
4. Četrti naselitveni val je potekal na začetku 19. stoletja. Takrat so poleg nemških naseljencev (Ečka 1801) med drugimi poskušali srečo v novi domovini tudi hrvaški plemiči iz Turopolja, ki so se pod pokroviteljstvom zagrebškega kapitlja[60]naselili v Boki, Neuzini, Radojevu in Keči[61]predvsem zato, da bi ohranili svoje plemiške naslove in privilegije, ki bi jih z ostajanjem v nanovoustanovljeni Vojni krajini izgubili.[62] Skozi 18. in 19. stoletju se je torej v Jugovzhodno Evropo v več valovih iz Jugozahodne Nemčije izselilo okrog pol milijona mladih ljudi v upanju na boljšo prihodnost.

| Sigmundfeld Geschichte - Errinerungen - Bilder | Sigismundovske zgodbe, spomini in podobe |
| --- | --- |
| Und »aus Sümpfen hob sich eine neue Welt«: das Kultur- und Landschaftsbild donauschwäbischer Gemarkungen und Gemeinden in der weiten Ebene des Südostens; doch die Ersten hatten den Tod, die Zweiten die Not und erst die Dritten das Brot | In »iz močvirja je vstal nov svet«: kulturna in krajinska podoba podonavskih švabskih občin in skupnosti v širnih jugovzhodnih ravnicah; vendar je „prvi rod našel smrt, drugi revščino in šele tretji dovolj kruha.” |

#### Verski razcvet
Škof Falkenstein je 1732 prenesel sedež škofije v Temišvar. S prihajanjem številnih mladih družin se je okrepilo tudi versko življenje po banatskih ravnicah in številni so bili tako moški kot ženski duhovni poklici. Božjepotna Radna je zopet oživela s posvetitvijo cerkve 1767. Po dolgih letih je bila 1804 končno posvečena tudi več desetletij grajena Stolnica, katere temeljni kamen je bil blagoslovljen že 1736; 1806 so odprli novo semenišče, ki je komaj moglo sprejemati veliko število prijavljencev. Učeni škof Lonovics je 1841 v Temišvarju ustanovil prvo filozofsko in pravno akademijo. 
Število vernikov je zaradi številčno močnih družin kljub boleznim naraščalo in pred Prvo svetovno vojno je imela Čanadska škofija že milijon vernikov v 246 župnijah, 135 kaplanijah in 1101 podružnici, kjer jim je nudilo duhovno oskrbo čez 400 duhovnikov.

### Romunskoobdobje

#### Po Prvi svetovni vojni
Po Prvi svetovni vojni je bila starodavna Čanadska škofija s Trianonsko mirovno pogodbo razdeljena z novimi mejami med tri države, kar je za versko življenje pomenilo nove razmere in izzive, pa tudi nove ovire in težave. Takrat je bilo to področje razdeljeno takole:
1. Jugoslaviji je pripadlo 26% na 9387 km² z 62 župnijami in 220.100 verniki z novim središčem v Velikem Bečkereku.
2. Madžarski so ostale od te škofije le „reliquiae reliquiarum“, tj. 13% na 562 km², kjer je bilo 33 župnij in 190.400 vernikov, z novim središčem v Segedinu.
3. Največji del s sedežem v Temišvarju pa je prigrabila Romunija; najprej je Sveti sedež za to področje 17. februarja 1923 postavil apostolsko upravo, ki jo je 5. junija 1930 razglasil za Temišvarsko škofijo kot sufragansko Bukareški nadškofiji in metropoliji.[65] Hud padec glede števila vernikov opazimo s primerjavo podatkov 1920 in 2007 skoraj na enakem prostoru romunskega dela nekdanje Čanadske škofije. 6. junija 1920 je s podpisom Trianonske mirovne pogodbe Romunija pridobila kar 61% tega področja na 24.963 km², kjer je bilo 154 župnij in 503.212 vernikov. Na tem skoraj enakem temišvarskem področju pa je bilo na 24.755 km² leta 2007 le še 160.000 katoličanov v 73 župnijah.[66]

#### Po Drugi svetovni vojni
Med Drugo svetovno vojno je moralo celotno ljudstvo - zlasti pa preganjani Judi - prenašati vojne strahote, v katerih je padlo veliko mladih. Po njej pa so se zgrnile zlasti nad katoličane nove preskušnje zaradi nastopa brezbožnega in bojevitega marksizma - in sledilo je pravo versko preganjanje.
Leta 1950 naprej so komunistične oblasti ukinile vse rimskokatoliške škofije v Romuniji in jih ponižale na navadne dekanije pod pretvezo, da mora imeti škofija vsaj 750.000 vernikov; medtem pa so grškokatoliške škofije popolnoma razpustile in zatrle; njihovim škofom pa niso le vsem odvzele prostosti, ampak so jih vlačile po raznih zaporih, kjer so vsi umrli mučeniške smrti; medtem pa so vse grškokatoliške vernike, ki so bili po večini romunske narodnosti, - ob tihem odobravanju pravoslavne hijerarhije – prisilili v pravoslavje. Zaprli in na prisilno delo so odgnali v nezdravo delto Donave vse rimskokatoliške škofe, med njimi tudi temišvarskega škofa Pacha in njegovih 44 duhovnikov. 
Njegovi nasledniki: Pless, Frigyér, Kernweisz in Hauptmann so zaradi brezbožnega terorja in hudega verskega preganjanja nosili le naslov Ordinarius substitutus, saj v takih razmereh sploh niso mogli opravljati škofovske dejavnosti. Versko preganjanje je vsaj malo popustilo vsaj na začetku novega predsednikovanja Ceaușesca, tako da je Sebastian Kräuter med letoma 1983 in 1990 že lahko nosil naziv "Ordinarius Substitutus ad nutum Sancti Sedis" in je mogel izvrševati vsaj nekatere škofovske dolžnosti. 

#### Demokratične spremembe in verska svoboda
16. decembra 1989 so izbruhnili v Temišvarju hudi nemiri, ki so prerasli v pravo vstajo zoper tedanjega predsednika in komunistično oblast, kar je pripeljalo do Ceaușescovega padca. Ljudstvo je bilo nezadovoljno zaradi revščine, nasilnega podiranja vaških sosesk ter verskega preganjanja, katerega se je Čaušesku nalezel pri obisku diktatorja Kima v Severni Koreji.
Takratni predsednik Sovjetske zveze Gorbačova je z zahtevo po glasnosti in perestrojki odločilno prispeval k ’’padcu berlinskega zidu’’, obenem pa je od satelitov zahteval enake demokratične spremembe, ki pa jih je romunski predsednik zavračal. Še v svojem govoru 15. julija 1989 je na zelenjavnem trgu dejal: „Prej bo topol rodil jabolka in vrba grozdje, ko pa da bi mi uvedli kapitalizem.“ In zato so študentje ob njegovem predbožičnem govoru v Bukarešti – kjer je bil izžvižgan – obešali jabolka na topole in grozdje na vrbe.
Katoličani so po zmagi revolucije sedaj zopet mogli svobodno izpovedovati vero tudi v javnosti; verouk je zopet postal šolski predmet in kristjani so mogla obnoviti in še razširiti svoje versko-karitativno in kulturno-prosvetno poslanstvo. Tudi Temišvarska škofija je bila ponovno priznana kot taka ter dobila pravico javnega delovanja. Po skoraj štiridesetih letih sedisvakance je 28. aprila 1990 Kräuter postal redni škof ordinarij.
1999 je prejel škofovsko posvečenje Roos kot 90. naslednik svetega Gerarda. Njega je 2018 nasledil sedanji škof Pál. 1992 je škofija odprla vrtec, osnovno šolo in bogoslovni licej z imenom Gerhardinum v nekdanji Piaristovski gimnaziji.

#### Sedanje stanje
Leta 2004 je imela škofija skupno 91 duhovnikov, ki so duhovno oskrbovali 168.000 vernikov (11,1 % vseh prebivalcev škofije). Za primerjavo je leta 1950 delovalo 267 duhovnikov med 380.000 katoličani (29,2 % celotnega prebivalstva).
Število vernikov v škofiji – kot tudi na splošno število prebivalstva v celotni Romuniji in sploh v EU – je v občutnem upadanju; nekaj zaradi umetnega načrtovanja družine,

Še bolj pa upada prebivalstvo zaradi vala izseljevanja zlasti v romansko govoreče države Evropske zveze , medtem ko se je veliko katoliških Nemcev izsello v Nemčijo, čim so se meje odprle. 
Versko stanje izraženo številčno je bilo 1. januarja 2025 naslednje: 
Temišvarska škofija, ki obsega površino 24.577 km² je razdeljena na štiri naddekanije ter osem dekanij. Od 108.715 vernikov jih je 47.943 Madžarov (44,1 %), 29.454 Romunov (27,1 %), 11.860 Nemcev (10,9 %), 5.254 Hrvatov (4,8 %), 4.771 Bolgarov (=Palčanov 4,4 %), 2.443 Slovakov (2,2 %), 2.908 Ciganov (2,6 %), 2.005 Čehov (1,8 %) in 2.077 pripadnikov drugih narodnosti (1,9 %).

## Predstojniki Temišvarske škofije

### Čanadski škofje
- 1030–1046 Sv. Gerard
- 1046–1053 Maver Čanadski
- 1053–1083 dva neznana škofa
- 1083–1113 Lovrenc, čanadski škof
- 1138 Bestertius, čanadski škof
- 1142 Pavel, čanadski škof
- 1156–1169 Štefan, čanadski škof (izvoljen)
- 1188–1192 Saul Győr
- 1192–1193 Krispin, čanadski škof
- 1198–1201 Janez I., ostrogonski nadškof
- 1202–1228 Desiderius, čanadski škof
- 1229–1254 Bulcsú Lád
- 1259–1275 Briccius, čanadski škof
- 1275–1293 Gregor I., čanadski škof
- 1298–1307 Anthon I., čanadski šof
- 1307–1332 Benedikt, čanadski škof
- 1332–1343 Jakab Piancenzai
- 1343–1344 István II. Harcsáki (Büki)
- 1344 Galhard de Carceribus
- 1345–1350 Gergely II. Kapronczai
- 1350–1358 Tamás I. Telegdi
- 1359–1360 Gergely III. Lendvai (Gregor III. Lendavski - Fugyi)
- 1360–1373 Domonkos Bebek
- 1373–1375 Miklós I.
- 1377–1379 Pál II. Péterfia
- 1379–1380 Tamás II.
- 1380–1386 János II. Czudar
- 1386–1395 János III.
- 1395–1397 Lukács I. Órévi
- 1397–1402 Gergely IV. Szeri Pósafi
- 1403–1423 Dózsa Marczalli
- 1423–1443 László I. Marczalli
  - 1434–1438 Albert I. Kerolti
- 1438–1457 Péter I. Remetei Himfi
- 1457–1466 Albert II. Hangácsi
- 1466–1493 János IV. Szokoli
- 1493–1500 Lukács II. Szegedi Baratin
- 1500–1514 Miklós II. Körösszegi Csáki
- 1514–1526 Ferenc I. Csaholi
- 1526–1529 János V. Musinai Gerván
- 1529–1537 János VI. Bonzagnó
- 1537–1552 János VII. Barlabássy
- 1553–1554 Ferenc II. Medgyesi Székely
- 1556–1558 György I. Bódy
- 1559–1561 Péter II. Kapronczay Paulinus
- 1561–1562 János VIII. Kolozsváry
- 1562–1563 Andreas Dudith (Andraž Dudič, András Dudich)
- 1563–1572 Gergely V. Bornemissza
- 1572–1582 Boldizsár Persei Melegh
- 1582–1587 István III. Mathisy
- 1587–1597 Pál III. Szegedy
- 1598–1608 Faustus Verancsics (Fausto Veranzio, Favst Verančič)
- 1608–1623 Matthias I. Herovich (Matjaž Herovič)
- 1623–1625 Emmerich I. Lósy
- 1625–1637 György II. Dubovszky
- 1637–1643 János IX. Szederkényi Püsky
- 1643 György III. Pohronczi Szelepcsényi
- 1643–1644 György IV. Széchenyi
- 1644–1648 Zsigmond I. Szenttamási Zsongor
- 1648–1650 Matthias II. Alsőlelóczi Tarnóczy
- 1651–1652 István IV. Rohonczy
- 1653–1657 Tamás III .Erdődy Pálffy
- 1658–1672 Giacinto Macripodari (Jácint Macripodari, Hiacint Macripodari)
- 1672–1678 Ferdinand Erdődy Pálffy
- 1678–1681 János X. Kéry
- 1681–1685 Miklós III. Galánthai Balogh
- 1685–1686 György V. Fenessy ali Fényessy
- 1686–1689 Mihály I. Lipótfalvy Dvornikovics
- 1689–1699 István V. Telekessy
- 1699 Ferenc III. Jany
- 1699–1707 István VI. Dolny
- 1708- Zsigmond II. Ordody
- 1710 Ferenc IV. Lapsánszky
- 1710–1730 László II. Nádasdy
- 1730–1739 Adalbert von Falkenstein
- 1739–1750 Nikolaj Stanislavič
- 1750–1777 Franz Anton Engl Graf von Wagrain
- 1777–1798 Emmerich Christovich
- 1800–1828 Ladislaus Kőszeghy von Remete
- 1829–1832 Anton Török
- 1834–1850 Josef Lonovics von Krivina (József Lonovics)
  - 1848–1849 Mihály Horváth (izvoljen)
- 1851–1860 Sándor Csajághy
- 1860–1889 Sándor II. Bonnaz
- 1890–1907 Alexander III. Dessewffy Cserneki és Tarkeői
- 1908–1911 Ján Černoch (János XI. Csernoch, Janez Černoč)
- 1911–1943 Julius Glattfelder (Gyula Móri Glattfelder)

### Temišvarski škofje
| Ime                 | Naslov                                       | Službena leta           |
| ------------------- | -------------------------------------------- | ----------------------- |
| Augustin Pacha      | apostolski upravitelj                        | 1927–1930               |
| Augustin Pacha      | škof                                         | 1930–1954 od 1950 zaprt |
| Joseph Pless        | Ordinarius substitutus (v.d.)                | 1948–1951               |
| Iván Frigyér        | Ordinarius substitutus (v.d.)                | 1951–1954               |
| Konrad Kernweisz    | Ordinarius substitutus (v.d.)                | 1954–1981               |
| Ferdinand Hauptmann | Ordinarius substitutus (v.d.)                | 1981–1983               |
| Sebastian Kräuter   | Ordinarius substitutus ad nutum Sancti Sedis | 1983–1990               |
| Sebastian Kräuter   | škof                                         | 1990–1999               |
| Martin Roos         | škof                                         | 1999–2018               |
| József-Csaba Pál    | škof                                         | od 2018                 |

## Slikovna zbirka
- Stolnica Svetega Jurija v Temišvarju
- Gerhardinum
- 1820 so množice takole romale na Marijo Radno
- Množice romarjev so se zgrnile k proslavi obnovitvenih del 2015
- Notranjost Marijine cerkve na Radni
- Roos kot apostolski upravitelj v Mužlji
- Škof Roos s starši, botri in birmanci v procesiji
- Birma očitno osrečuje zlasti prek rok očetovskega škofa
- Sedanji škof József Csaba Pál